# Caminel
Caminel (officieel Caminel-le-Haut) is een landelijk dorpje in het Franse departement Lot, tussen Masclat en Fajoles. Het dorp heeft slechts enige tientallen inwoners die verspreid wonen over de oppervlakte van het dorp. Het dorp heeft geen eigen kerk en valt onder de gemeente Fajoles. Binnen de dorpsgrenzen ligt het Forêt de Caminel, een oud kastanjebos, waar ieder jaar jaarmarkt van Caminel wordt gehouden op 11 augustus. In het dorp stond vroeger een klooster, dat nu echter geheel verdwenen is; de stenen zijn gebruikt om het kasteel van Masclat opnieuw op te bouwen nadat dit door brand was verwoest.

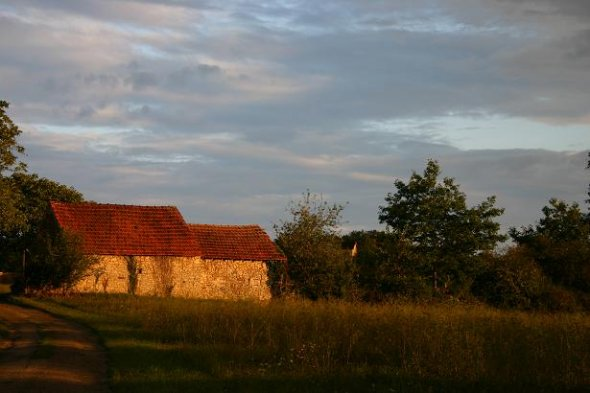
Boerenschuur in Caminel